# Santiago Lovell
Alberto Santiago Lovell (23. dubna 1912 Buenos Aires – 17. března 1966 tamtéž) byl argentinský boxer. Narodil se v chudé rodině s africkými kořeny, původně se věnoval fotbalu a boxerem se stal v roce 1930. Jako amatér získal zlatou medaili v nejtěžší váhové kategorii na Letních olympijských hrách 1932, kde ve finále porazil Itala Luigiho Rovatiho. Od roku 1934 boxoval profesionálně a v roce 1938 se stal jihoamerickým šampionem v těžké váze. Jeho bilance v profesionálním ringu byla 76 vítězství, osm proher a tři remízy. Kariéru ukončil v roce 1951 po porážce s Archie Moorem.
Jeho mladší bratr Guillermo Lovell získal stříbrnou medaili v těžké váze na LOH 1936. Vrcholovému boxu se věnoval také syn Santiago Lovell Jr. a vnuk Javier Lovell.